# DIFOT
DIFOT (giao hàng đầy đủ, đúng hạn) hoặc OTIF (giao hàng đúng hạn và đầy đủ [giao hàng]) là một phép đo hiệu quả của hoạt động hậu cần hoặc giao hàng trong chuỗi cung ứng. Thường được biểu thị bằng phần trăm, nó đo xem chuỗi cung ứng có thể phân phối hay không:
- sản phẩm mong đợi (tham khảo và chất lượng)
- theo số lượng đặt hàng của khách hàng
- tại nơi được khách hàng đồng ý
- tại thời điểm khách hàng mong đợi (trong nhiều trường hợp, với dung sai được xác định kết hợp với khách hàng).

## Chức năng
OTIF đo lường mức độ thường xuyên khách hàng có được những gì họ muốn tại thời điểm họ muốn. Một số người coi nó vượt trội so với các chỉ số hiệu suất giao hàng khác, chẳng hạn như vận chuyển đúng giờ (SOT) và hiệu suất đúng giờ (OTP), bởi vì nó xem xét việc giao hàng theo quan điểm của khách hàng.
Chỉ số hiệu suất chính này (KPI) có lợi thế là đo lường hiệu suất của toàn bộ tổ chức logistic trong việc đáp ứng mong đợi của dịch vụ khách hàng. Để đạt đến mức OTIF cao, tất cả các chức năng của chuỗi cung ứng (trong đó các đơn đặt hàng, mua sắm, nhà cung cấp, kho, vận chuyển...) phải hoạt động ở mức tốt nhất.

## Phép tính
Nói chung OTIF được tính bằng cách tính đến số lần giao hàng:
OTIF (%) = số lần giao hàng OTIF/ tổng số lần giao hàng * 100
Nhưng nó cũng có thể, theo các tổ chức, được tính theo số lượng đơn đặt hàng hoặc số lượng dòng đặt hàng.
Một số tổ chức tính toán OTIF theo tỷ lệ phần trăm của tổng số lượng đặt hàng đã đúng giờ. Điều này đi ngược lại nguyên tắc của OTIF vì thành phần đầy đủ của OTIF chưa được đáp ứng.
Yêu cầu đối với phép đo OTIF là:
- có ngày giao hàng (thậm chí giờ đối với một số tổ chức) được nêu trong đơn đặt hàng của khách hàng hoặc được chỉ định bởi khách hàng
- đo ngày hoặc giờ giao hàng và lưu trữ nó trong hệ thống
- duy trì hồ sơ về lý do tại sao một đơn đặt hàng không phải là OTIF.

Nếu các đơn đặt hàng được phân chia theo yêu cầu của khách hàng, thì mỗi dòng giao hàng được xem xét.
Các công ty đã thiết lập một thước đo OTIF đều nhất trí nhận ra giá trị của nó . Họ trích dẫn các khía cạnh tích cực khác: tăng lợi nhuận hoạt động do giảm chi phí hoạt động (liên quan đến việc giảm chất lượng, kiểm soát hàng tồn kho tốt hơn, nhận đơn đặt hàng của khách hàng tốt hơn, độ tin cậy cao hơn trong lưu trữ và vận chuyển...) và sự gia tăng doanh số (do có sẵn sản phẩm tốt hơn để bán hàng).
Thông thường, thông lệ hàng đầu trong lĩnh vực bán lẻ [Anh] sẽ yêu cầu OTIF vượt quá 97 phần trăm được đo ở cấp độ đơn vị hàng tồn kho (SKU).
Khái niệm OTIF được mở rộng thành DIFOTAI (giao hàng đầy đủ, đúng thời gian và được lập hóa đơn chính xác), điều này cũng tính đến chất lượng của việc lập hóa đơn.